# 甲府共立病院
甲府協立病院（こうふきょうりつびょういん）は、公益社団法人山梨勤労者医療協会が山梨県甲府市宝に設置する病院。

## 概要
救急告示病院であり、2018年度の救急車搬入患者数は3,981件。公益財団法人日本医療機能評価機構認定病院(病院評価結果は3rdG:Ver.2.0(4回目,2020年1月6日認定,2024年10月17日認定有効期限))。
全日本民主医療機関連合会(民医連)に加盟している。

## 診療科
(この節の出典)
- 内科
- 小児科
- 精神科
- 神経内科
- 外科
- 整形外科
- 呼吸器外科
- 心臓血管外科
- 小児外科
- 産婦人科
- 眼科
- 耳鼻咽喉科
- 泌尿器科
- リハビリテーション科
- 放射線科
- 麻酔科

## 医療機関の認定
(この節の出典)
- 保険医療機関
- 労災保険指定医療機関
- 生活保護法指定医療機関
- 高齢者の医療の確保に関する法律(昭和57年法律第80号)第7条第1項に規定する医療保険各法及び同法に基づく療養等の給付の対象とならない医療並びに公費負担医療を行わない医療機関
- 指定自立支援医療機関（更生医療）
- 指定自立支援医療機関（育成医療）
- 指定自立支援医療機関（精神通院医療）
- 精神保健指定医の配置されている医療機関
- 身体障害者福祉法指定医の配置されている医療機関
- 結核指定医療機関
- 指定養育医療機関
- 原子爆弾被害者医療指定医療機関
- 公害医療機関
- 母体保護法指定医の配置されている医療機関
- 臨床研修病院（基幹型[5]）
- 特定疾患治療研究事業委託医療機関
- DPC対象病院
- 無料低額診療事業実施医療機関
- 公益財団法人日本医療機能評価機構認定病院[2]
- このほか、各種法令による指定・認定病院であるとともに、各学会の認定施設でもある。

## 差額ベッド代について
病院の理念により、差額ベッド料（個室料）を徴収していない。

## 交通アクセス
- JR中央本線・身延線「甲府駅」より西方へ徒歩７分

## 関連人物
- 小池晃(医師,参議院議員) - 東北大学医学部卒業後、当院に勤務していた。

## 関連施設
- 巨摩共立病院 - 南アルプス市

## 周辺
- 大原スポーツ公務員専門学校甲府校
- 山梨労働局
- 山梨県民信用組合 西支店